# Todirostrum
Todirostrum là một chi chim trong họ Tyrannidae.